# 2,3-丁二醇
2,3-丁二醇（英語：2,3-Butanediol）是化学式为(CH3CHOH)2的二元醇，带有两个手性碳原子，其中的(2R,3S)-2,3-丁二醇为内消旋化合物，因此总共有三种立体异构体。三种2,3-丁二醇在物理性质上都为无色液体，工业上可由氢化2,3-环氧丁烷来制备。